# Arcwelder
Arcwelder is een Amerikaanse punkband, die werd opgericht in 1988 in Minneapolis, Minnesota. De band, een eeuwige plaatselijke favoriet, bestaat uit de broers Rob en Bill Graber en Scott Macdonald, die allemaal de taken van songwriting en zang delen.

## Bezetting
- Bill Graber[2] (gitaar, zang)
- Rob Graber[3] (basgitaar)
- Scott Macdonald[4] (drums, zang)

## Geschiedenis
Onder hun oorspronkelijke naam Tilt-A-Whirl bracht de band hun eerste album This uit in 1990 bij het kleine label Big Money, Inc uit Minneapolis. Toen de plaat werd uitgebracht, werd de band aangeklaagd wegens merkschennis door Sellner Manufacturing, de fabrikant van de Tilt-A-Whirl kermisattractie. In plaats van naar de rechtbank te gaan, veranderde de band hun naam in Arcwelder, de titel van een instrumental op de plaat. De eerste publicatie van This had een disclaimer-sticker, die wees op het gebrek aan aansluiting tussen de fabrikant van de attractie en de band. Arcwelder toerde door de Verenigde Staten met bands als Jesus Lizard, Jawbox en Tar en speelde shows met artiesten als Dirty Three, Pegboy, Caspar Brötzmann en Cows. In 1992 verscheen het nummer Favor van het album Jacket Made in Canada op #32 bij John Peel's Festive Fifty.
In 2002 en 2012 werd Arcwelder door curatoren van Shellac uitgenodigd om op te treden op het Britse All Tomorrow's Parties muziekfestival. De namen van alle drie de leden van Arcwelder verschenen op de cover van het Shellac-album The Futurist uit 1997. Alle oorspronkelijke leden van de band kwamen terug voor een optreden tijdens het Touch and Go Records 25-jarig jubileum van 8-10 september 2006 in Chicago, Illinois. Arcwelder heeft geen relatie met de inmiddels ter ziele gegane Australische band The Arcwelders, een in Melbourne gevestigde band, die tussen 1989 en 1994 op verschillende podia optrad en ook vooral bekend is door de hit This Place.

## Discografie

### Albums
- 1990: This (Big Money Inc)
- 1991: Jacket Made In Canada (Big Money Inc)
- 1993: Pull (Touch and Go Records)
- 1994: Xerxes (Touch and Go Records)
- 1996: Entropy (Touch and Go Records)
- 1999: Everest (Touch and Go Records)

### 7" Singles
- "Pint Of Blood" b/w "Define My Life" (Sonic Boom Records, 1988)
- "Favor" b/w "Plastic" (Douphonic/ Big Money Inc, 1992)
- "I Am The Walrus" b/w "Sign Of The Times" (Big Money Inc, 1992)
- "Raleigh" b/w "Rosa, Walls" (Touch and Go, 1992)
- "Captain Allen" b/w "White Elephant" (Touch and Go, 1995)